# Chiesa di San Benedetto in Piscinula
La Chiesa di San Benedetto in Piscinula è una chiesa di Roma, molto piccola e molto antica, nel rione di Trastevere.

## Storia

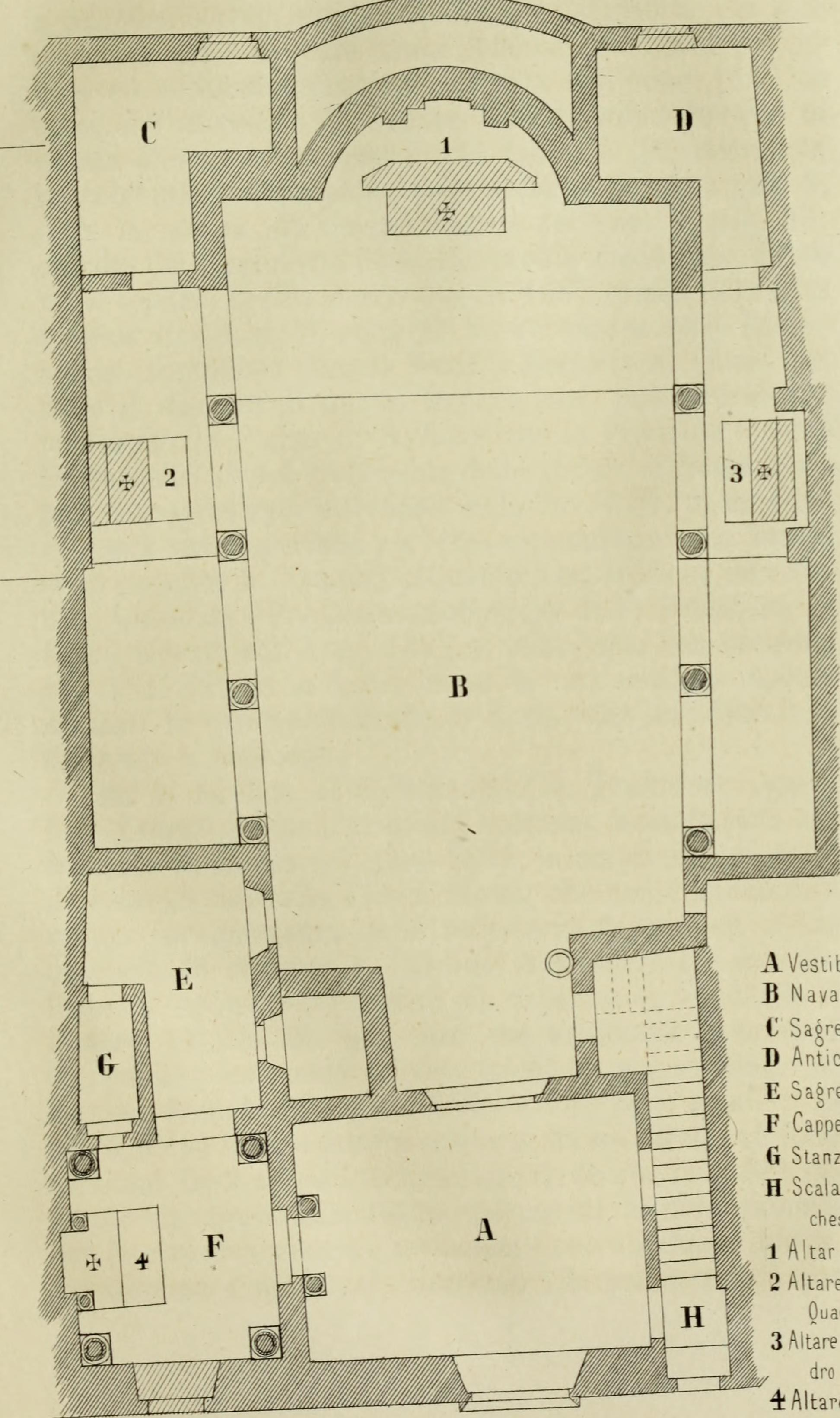
La pianta dell'edificio da fonte datata 1864.

La chiesa sorge in fondo a Piazza in Piscinula. Il toponimo della piazza, così chiamata dal XII secolo, deriva dall'essere stata aperta sui resti di uno stabilimento di bagni pubblici - di cui ora non resta nulla, ma i cui ruderi erano visibili fino al XVIII secolo nei pressi della chiesa - in prossimità del Ponte Cestio, in una delle zone in cui Trastevere, se si voltano le spalle al Lungotevere con il suo traffico e i suoi muraglioni, conserva più tracce della propria forma medioevale.
A san Benedetto sono legati il nome e la leggenda della chiesa: essa si dice infatti fondata sulle case degli Anicii (ai quali è intitolata oggi la vicina via Anicia), nel luogo in cui San Benedetto da Norcia, che si voleva imparentato con quella famiglia, abitò quando era venuto a studiare a Roma alla fine del V secolo: ancora si mostra un cubicolo dove il futuro monaco avrebbe abitato, prima di andare eremita, pregando l'immagine della Madonna che, a sinistra dell'ingresso, è il luogo più rilevante della chiesa.
Le notizie sulla storia non leggendaria della piccola chiesa sono tuttavia scarse, anche se è citata nel Catalogo di Cencio Camerario, (poi Papa Onorio III Savelli). Aveva certo annesso un convento, e fu parrocchia dal 1386 al 1824. La prima costruzione pare sia stata una cappella edificata nell'VIII secolo, mentre risale certo all'XI secolo il campaniletto (il più piccolo di Roma), almeno a giudicare dalla sua minuscola campana, datata 1069. Rifatta poi, da ultimo nel corso del XIX secolo, a giudicare dalla facciata e da alcune foto del 1905, era molto decaduta, ed è stata restaurata di recente.
Il restauro è stato completato nel 2007 ripulendo l'ambiente interno delle incrostazioni settecentesche, riportando a vista le murature medioevali ed alcuni affreschi molto interessanti, e valorizzando i resti della bella ornamentazione cosmatesca dei pavimenti. Il ripristino ha reso evidente la separazione più tarda dell'ambiente della chiesa dall'ingresso in cui ora si apre la sola cappella.
La chiesa ospita i resti del religioso Costantino Caetani.

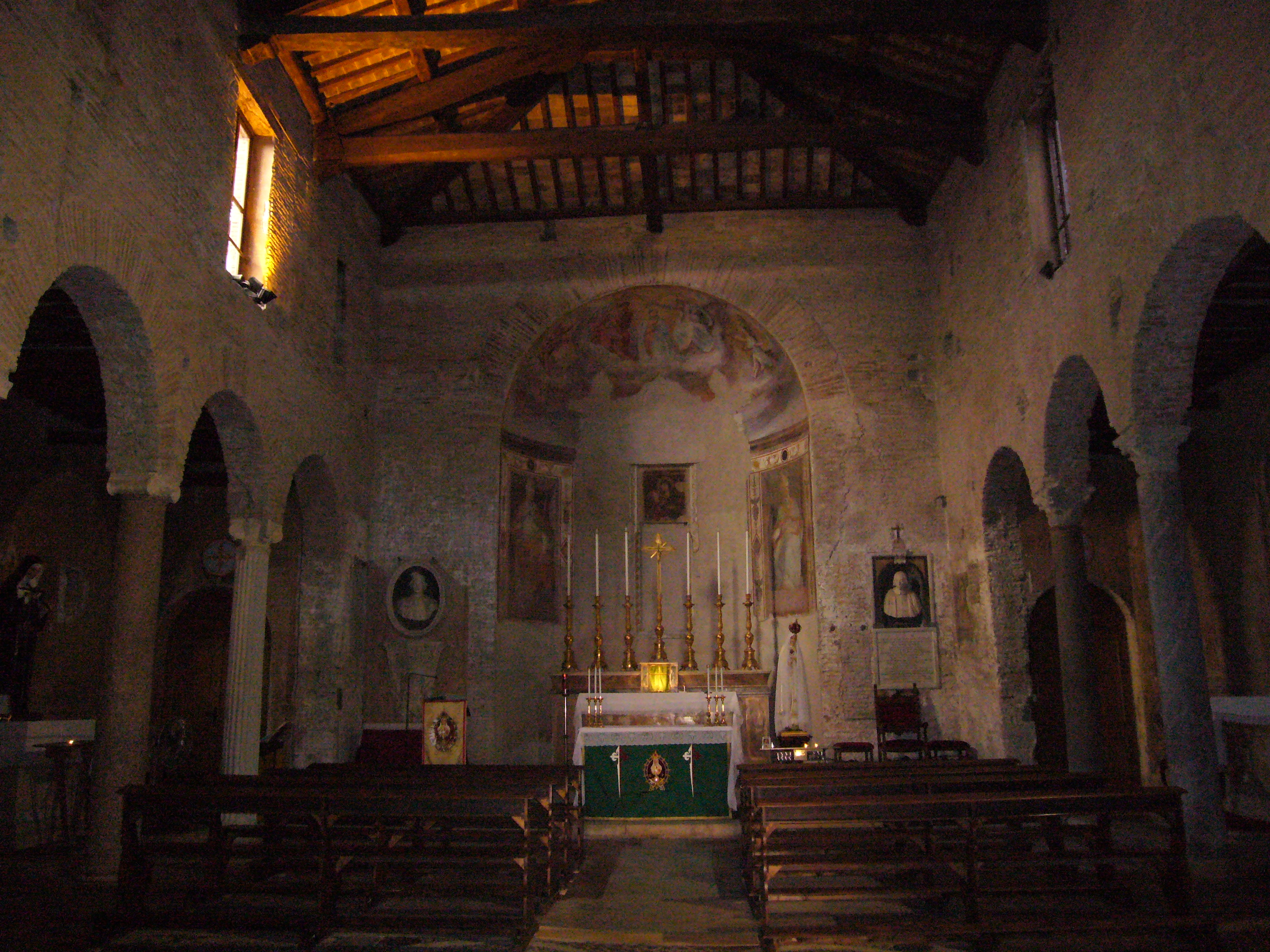
Interno

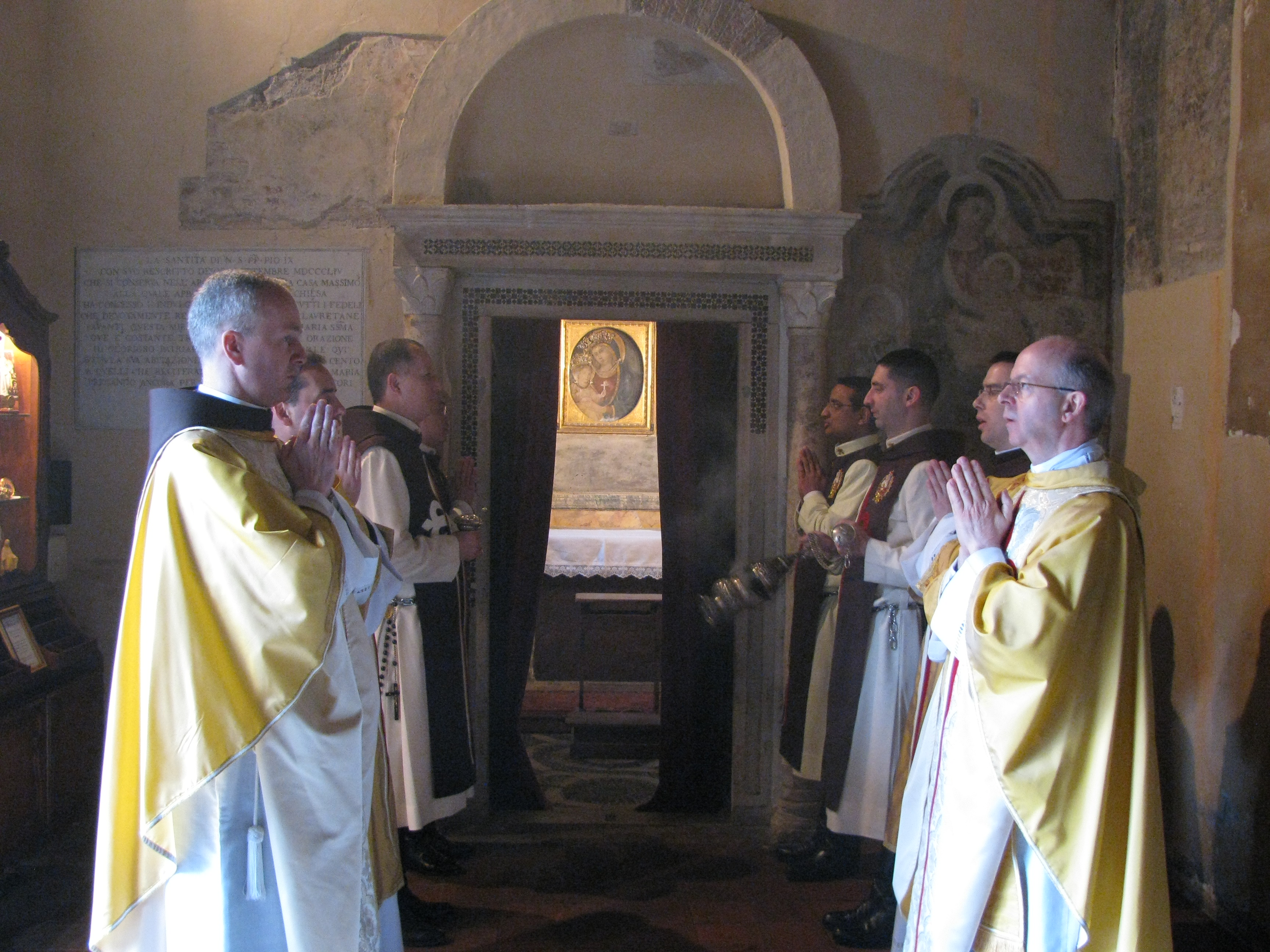
Gli Araldi del Vangelo nella chiesa di San Benedetto in Piscinula

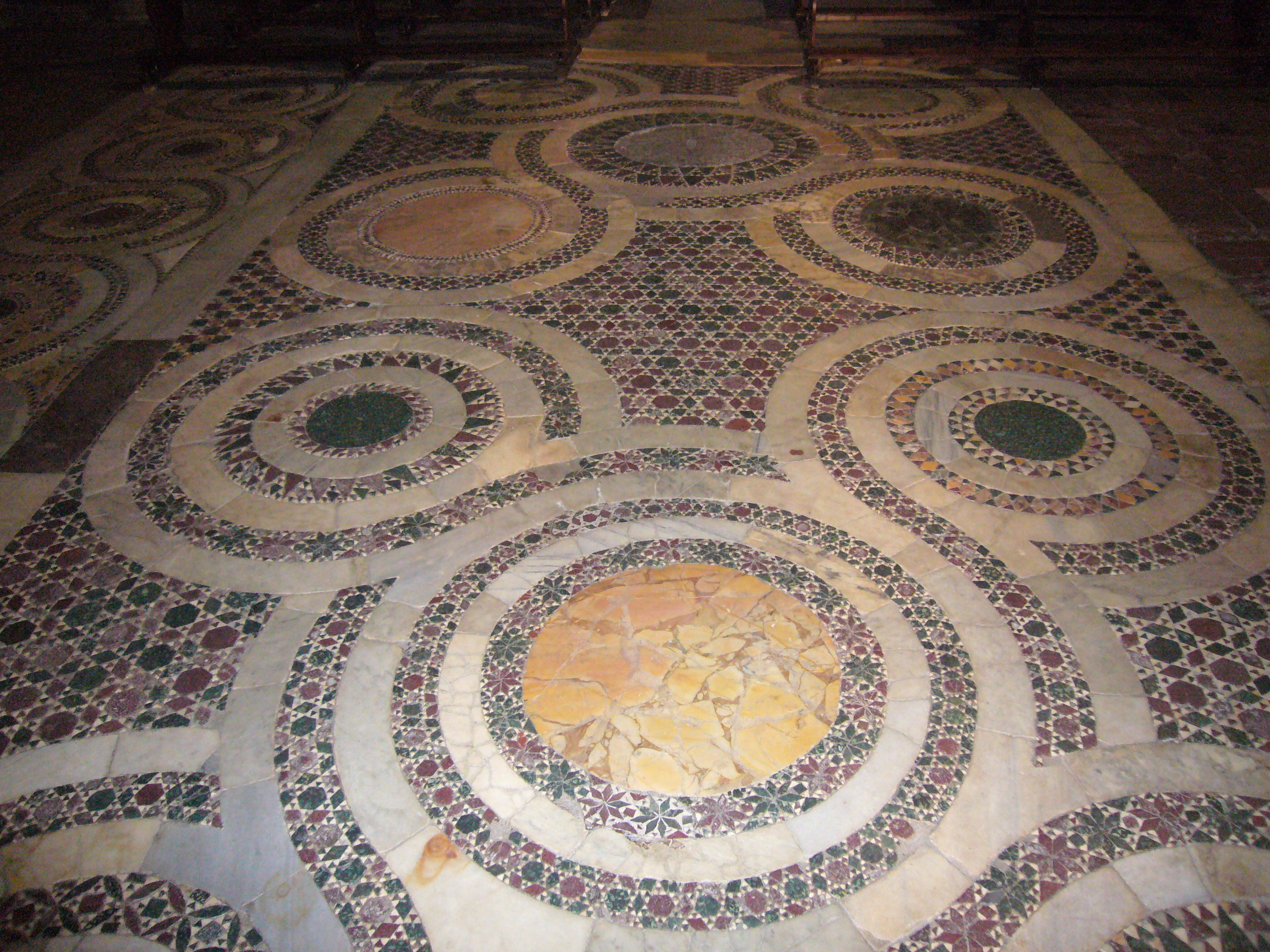
Pavimento Cosmatesco originale